# W81 (核弾頭)
W81はアメリカ合衆国が開発を行っていた核弾頭。アメリカ海軍のスタンダード艦対空ミサイル向けのものであるが、1986年に開発中止となった。実弾頭は製造されていない。
B61核爆弾の弾頭部の改良型としてロスアラモス国立研究所で開発が行われていた。詳細は明らかにされていないが、公表された予想図よりミサイルの直径より小さく、胴体直径は13.5インチ未満と推測されている。開発当初は放射線強化弾頭の構想もあったが、後に核分裂弾頭の構想となった。そのため、B61と共通の核分裂プライマリーを用いる計画であったと思われている。